# Lygniodes ochrifera
Lygniodes ochrifera är en fjärilsart som beskrevs av Felder 1874. Lygniodes ochrifera ingår i släktet Lygniodes och familjen nattflyn. Inga underarter finns listade i Catalogue of Life.